# نفتگورسک، اوبلاست سامارا
شهر نفتگورسک، اوبلاست سامارا (به روسی: Нефтегорск) در کشور روسیه و در اوبلاست سامارا واقع شده‌است.